# Georges Derieuw
Georges Derieuw (Wevelgem, 24 oktober 1927 - Ruddervoorde, 17 mei 2012) was een Belgische syndicalist voor het ABVV.

## Levensloop
Georges Derieuw was de zoon van een textielarbeider.
In 1952 startte Georges zijn loopbaan bij het ABVV, meer bepaald te Kortrijk bij de ABVV-Kadetten. In 1960 werd hij nationaal verantwoordelijke van deze organisatie. In 1966 ging hij voor de Algemene Centrale werken. Voor deze vakcentrale maakte hij van 12 januari 1967 tot 31 oktober 1972 deel uit van het nationaal bestuur. Vanaf 1973 tot aan zijn pensioen (1989) was hij nationaal secretaris van het ABVV. In 1978 werd hij verkozen tot eerste algemeen-secretaris van het Vlaams intergewestelijk ABVV, waarvan hij, na een staatshervorming, mee de structuur heeft uitgetekend.
Georges Derieuw stond mee aan de wieg van de Sociaal-Economische Raad van Vlaanderen (SERV, inclusief de Stichting Innovatie en Arbeid) en het Vlaams Economisch Sociaal Overlegcomité (VESOC). Daarnaast werd hij lid van de beheerraad en het uitvoerend comité van de Koning Boudewijn Stichting. Hij was ook politiek actief, als gemeenteraadslid voor de sp.a te Oostkamp. Hij werd ere-lekenrechter van het Arbeidshof te Brugge en kreeg de titel van officier in de Leopoldsorde.
Op 10 december 2011 raakte hij levensgevaarlijk gewond na een brand in zijn woning te Oostkamp. Mogelijk was de brand veroorzaakt door een frietketel op een keramische kookplaat. Een half jaar later overleed Georges Derieuw als gevolg van een cerebrovasculair accident in het WZC Ter Luchte te Ruddervoorde. De uitvaartplechtigheid vond plaats in het crematorium Blauwe Toren te Brugge.
Hij was de schoonvader van Eddy Van Lancker en had vijf dochters.